# Wolf Creek (Price River)
Der Wolf Creek (wolf englisch für „Wolf“, creek für „kleinerer Fluss“) ist der 164 km lange linke Quellfluss des Price River im Norden von Alaska (USA).

## Flusslauf
Der Wolf Creek verläuft in der Arktischen Ebene der North Slope etwa 100 km von der Meeresküste entfernt. Er entspringt in einem niedrigen Höhenrücken auf einer Höhe von etwa 240 m, 47 km westlich von Umiat. Der Wolf Creek fließt anfangs nach Norden. Er weist im Mittel- und Unterlauf zahlreiche Flussschlingen auf und wird von Altarmen flankiert. Bei Flusskilometer 55 biegt er nach Westen ab. Bei Flusskilometer 23 nimmt er einen namenlosen linken Nebenfluss auf und wendet sich im Anschluss nach Norden. Bei Flusskilometer 18 mündet der Alice Creek linksseitig in den Wolf Creek. Dieser trifft schließlich auf den von Osten heranströmenden Key Creek und vereinigt sich mit diesem zum Price River. Im Unterlauf durchquert der Wolf Creek ein von zahlreichen kleineren Seen durchsetztes Gebiet.

## Einzugsgebiet
Der Wolf Creek entwässert ein etwa 1245 km² großes Areal. Das Einzugsgebiet befindet sich in der National Petroleum Reserve in Alaska. Es grenzt im Norden und im Osten an das des Key Creek, im Südosten an das des Prince Creek, ein Nebenfluss des Colville River, im Süden an das des Maybe Creek, im Westen an das des Fry Creek sowie im Nordwesten an das des abstrom gelegenen Price River.

## Namensgebung
Der Flussname wurde 1951 vom U.S. Geological Survey vorgeschlagen, da in dem Gebiet zahlreiche Wölfe beobachtet wurden.